# Basiceramerus makilingensis
Basiceramerus makilingensis är en kvalsterart som beskrevs av Corpuz-Raros 1979. Basiceramerus makilingensis ingår i släktet Basiceramerus och familjen Otocepheidae. Inga underarter finns listade.